# Doryphoribius dawkinsi
Espèce
Doryphoribius dawkinsi est une espèce de tardigrades de la famille des Isohypsibiidae.

## Distribution
Cette espèce est endémique du Costa Rica.

## Publication originale
- Michalczyk & Kaczmarek, 2010 : Description of Doryphoribius dawkinsi, a new species of Tardigrada (Eutardigrada: Hypsibiidae) from the Costa Rican highlands, with the key to the genus Doryphoribius. Zootaxa, no 2393, p. 46-58.